# Pece (Budinščina)
Pece is een plaats in de gemeente Budinščina in de Kroatische provincie Krapina-Zagorje. De plaats telt 317 inwoners (2001).